# Тимковский, Иван Платонович
Иван Платонович Тимковский (1849 — не ранее 1910) — российский военный деятель, генерал-лейтенант,  постоянный член Артиллерийского комитета  Главного артиллерийского управления.

## Биография
Родился 1 (13) августа 1849 года в семье подполковника Платона Ивановича Тимковского. После него родились младшие братья, дослужившиеся до полковников: Константин (1854—?) — старший делопроизводитель канцелярии Артиллерийского комитета Главного артиллерийского управления и Лев (1856—?) — командир отдельного Одесского крепостного артиллерийского батальона.
В 1866 году поступил в Михайловское артиллерийское училище, которое окончил в 1869 году. Был произведён в подпоручики и определён в 37-ю артиллерийскую бригаду. В 1870 году был произведён в поручики и 1871 году вышел в отставку.
В 1872 году вернулся на службу в том же чине и должности; в 1874 году был произведён в штабс-капитаны и поступил Михайловскую артиллерийскую академию, которую окончил по 1-му разряду в 1876 году. Переведён в гвардию и в следующем году произведён в поручики гвардии. С 1877 года состоял в распоряжении Главного артиллерийского управления. В 1878 году произведён в штабс-капитаны гвардии, в 1881 году — в капитаны гвардии. С 1882 года состоял правителем дел 4-го отдела артиллерийской комиссии Главного артиллерийского управления.
В 1885 году был назначен членом Хозяйственного комитета Петербургского арсенала. С 1886 года был делопроизводителем Артиллерийского комитета Главного артиллерийского управления и, одновременно, стал преподавать во 2-м Константиновском училище. В 1890 году произведён в полковники. 
С 1903 года — постоянный член Артиллерийского комитета Главного артиллерийского управления; произведён в генерал-майоры.
Был уволен в отставку с производством в генерал-лейтенанты 11 сентября 1910 года.

## Награды
- Орден Святого Станислава 3-й степени (1878)
- Орден Святой Анны 3-й степени (1883)
- Орден Святого Станислава 2-й степени (1887)
- Орден Святой Анны 2-й степени (1890)
- Орден Святого Владимира 4-й степени (1893)
- Орден Святого Владимира 3-й степени (1898)
- Орден Святого Станислава 1-й степени (1906)

## Семья
Был женат на Капитолине Александровне Будаевской, сестре С. А. Будаевского. Их дети:
- Евгений — штабс-капитан, помощник столоначальника генерала-фельдцехмейстера
- Капитолина, была замужем за Иваном Фёдоровичем Никольским
- Анна (1882—?), замужем за Бруно Флитнером, братом Н. Д. Флитнер
- Мария
- Вера (1874 — после 1941), замужем за Н. Я. Вакаром.
- Николай (1875—1908)